# ألبرتو فارغاس
خواكين البرتو فارغاس ي شافيز (بالإسبانية: Joaquin Alberto Vargas y Chávez)‏‏ (9 فبراير 1896 - 30 ديسمبر 1982) هو رسام بيروفي، اشتُهر برسم موديل الـ(Pin-up girl). ويُعتبر واحداً من أشهر فنانين الـPin-up girl. وقام ببيع لوحات عديدة بميئات الآلاف من الدولارات.

## حياته ومسيرته
ولد فارغاس في مدينة أريكيبا في بيرو. وانتقل للولايات المتحدة سنة 1916، وذلك بعد دراسته للفن في أوروبا وزيورخ وجنيف خلال فترة الحرب العالمية الأولى. أثناء وجوده في أوروبا جاء له طلب من المجلة الفرنسية لا في باريسيني، الذي قال أن ذلك كان له تأثير كبير على عمله. وكان ابن ماكس فارغاس وهو مصور مشهور في بيرو.
وتضمنت بداية حياته المهنية في نيويورك العمل كفنان لحماقات زيجفيلد، كما عمل للعديد من استوديوهات هوليوود.

## أبرز الأشخاص اللذين قام برسمهم

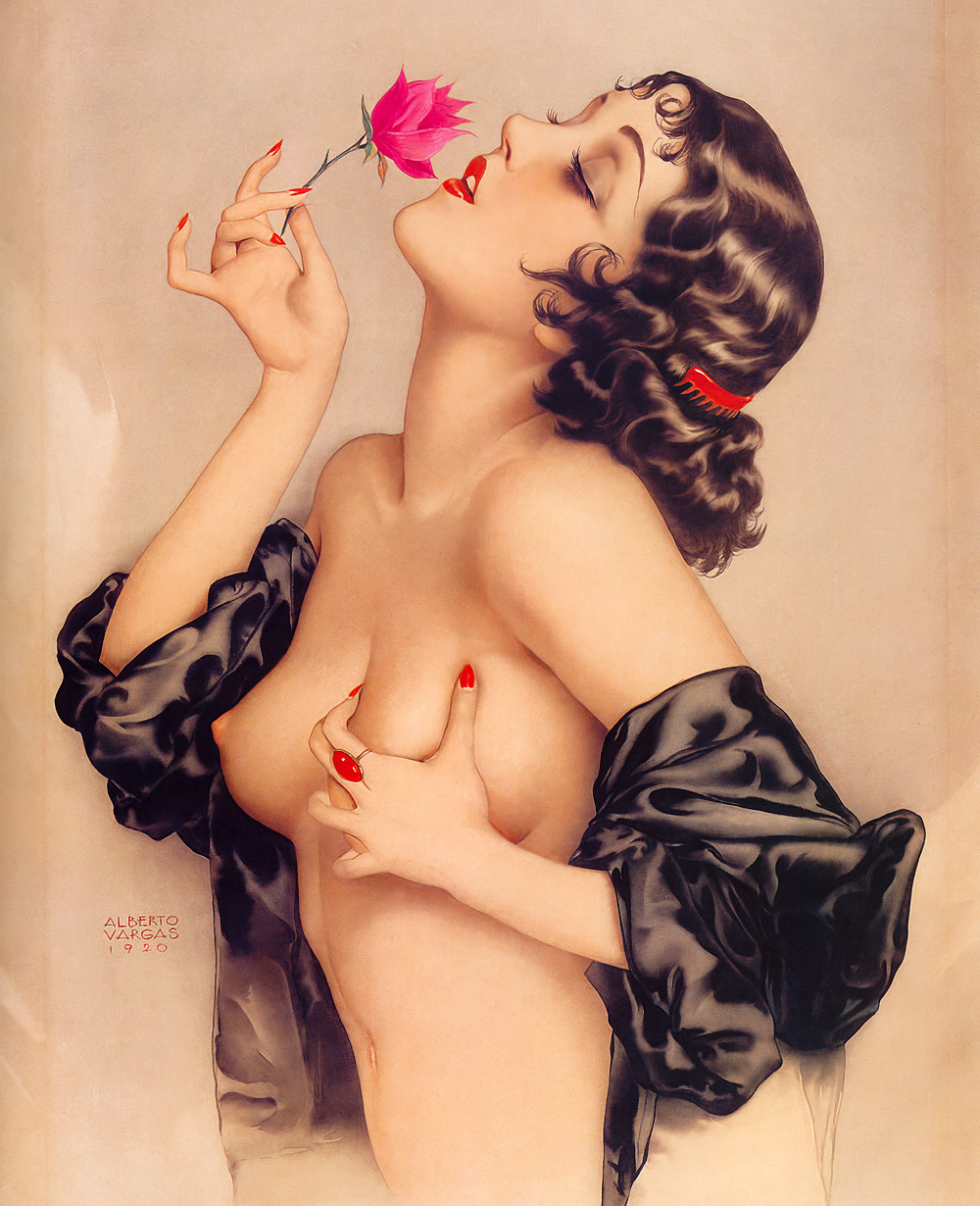
لوحة تمثل الفنانة أوليف توماس قام برسمها فارغاس

- أوليف توماس
- بوليت غودارد
- بيرناديت بيترس
- بيلي بيرك

## انظر ايضاً
- دانتي جابرييل روزيتي

## روابط خارجية
- البرتو فارغاس على موقع IMDb (الإنجليزية)
- البرتو فارغاس على موقع ميوزك برينز (الإنجليزية)
- البرتو فارغاس على موقع إن إن دي بي (الإنجليزية)
- البرتو فارغاس على موقع ديسكوغز (الإنجليزية)